# Nur meiner Frau zuliebe
Nur meiner Frau zuliebe (Originaltitel: Mr. Blandings Builds His Dream House) ist eine US-amerikanische Filmkomödie von 1948 unter der Regie von H.C. Potter mit Cary Grant und Myrna Loy in den Hauptrollen. Geschrieben und produziert von Melvin Frank und Norman Panama, handelt es sich um die Adaption des gleichnamigen Romans von Eric Hodgins.
Der Film war ein Kassenschlager. Warner Home Video veröffentlichte ihn 2004 auf DVD. Das für den Film gebaute Haus steht noch immer im Malibu State Park nördlich von Malibu (Kalifornien) und wird von der Parkverwaltung genutzt.

## Handlung
Der Werbemanager Jim Blandings lebt mit seiner Frau Muriel und zwei Töchtern in einer Wohnung in New York. Überall scheint es an Platz zu fehlen und die Familie ist sich ständig im Weg. Muriel überlegt, die Wohnung für viel Geld umzugestalten. Jim entdeckt stattdessen eine Anzeige für Häuser in Connecticut. Relativ spontan erwerben sie ein halb verfallenes, 200 Jahre altes Bauernhaus. Der befreundete Anwalt Bill Cole kritisiert die Bauchentscheidung und verweist darauf, dass der Grundstückspreis überteuert war.
Bei genauer Betrachtung erweist sich das alte Gebäude als abrissreif. Die Blandings beauftragen den Architekten Simms mit der Planung eines Neubaus, doch ihre aufwändigen Sonderwünsche treiben die Kosten in die Höhe. Im Laufe des Baus ergeben sich ständig neue Probleme, die die Fertigstellung des Hauses verzögern und die Familie in große Schulden stürzen. Gedanklich ganz mit dem Hausbau beschäftigt, vernachlässigt Jim zunehmend seine Arbeit, und auch die Ehe mit Muriel leidet unter ständigen Streitereien im Zusammenhang mit dem Hausbau.
Als er bei dem Umzug zufällig ein altes Tagebuch seiner Frau findet, entdeckt er, dass Muriel und Bill in College-Tagen eine kurze Beziehung hatten. Er bekommt den Verdacht, seine Frau habe ein Verhältnis mit seinem besten Freund Bill. Als er schließlich bereit ist, seinen Job hinzuschmeißen, und Bill Cole in seinem Morgenmantel bei seiner Frau vorfindet, verzweifelt er. Ein ehrlicher Handwerker und ein zufälliger Ausspruch seiner Haushälterin, der seine kreativen Probleme beim Finden eines Werbeslogans überwindet, überzeugen ihn, dass es noch Hoffnung gibt, und am Ende genießen er, seine Familie und sein Freund Bill das herrliche Haus auf dem Land.

## Kritik
„Einfallsreich und witzig glossiert die Komödie die Tücken des Objekts und die Klippen des Familienfriedens. Obgleich das rasante Anfangstempo nicht durchgehalten wird, sichern die sympathischen Darsteller der Komödie das Interesse bis zum Schluß.“

## Neuverfilmungen
- Geschenkt ist noch zu teuer (1986) – Tom Hanks, Shelley Long
- Sind wir endlich fertig? (2007) – Ice Cube, John C. McGinley